# Алвите (Кабесейраш-де-Башту)
Алвите (порт. Alvite) — район (фрегезия) в Португалии, входит в округ Брага. Является составной частью муниципалитета Кабесейраш-де-Башту. Находится в составе крупной городской агломерации Большое Минью. По старому административному делению входил в провинцию Минью. Входит в экономико-статистический субрегион Аве, который входит в Северный регион. Население составляет 8022 человека на 2001 год. Занимает площадь 7,97 км².